# سمسون، استرالیای غربی
سمسون (به انگلیسی: Samson) یک حومه شهر در استرالیا است که در City of Fremantle واقع شده‌است.